# Бахтиёра Карабоева
Бахтиёра Карабоева (тадж. Бахтиёр Қарабоев) — село в Хатлонской области Республики Таджикистан. 
Входит в состав джамоата (сельской общины) им. Худойназара Холматова Шахритусского района.
Находится на расстоянии 2 км от райцентра (пгт. Шахритус) и 2 км от центра джамоата (село Кахрамон).
Население — 584 чел. (2017).